# Esquirol dels matolls de Huet
L'esquirol dels matolls de Huet (Paraxerus ochraceus) és una espècie de rosegador de la família dels esciúrids. Viu a Kenya i Tanzània. Els seus hàbitats naturals són els thornvelds i les bardisses de clima sec, així com les àrees riberenques poblades d'arbres en territori àrid. És una espècie en risc mínim, és a dir, no sembla que hi hagi cap amenaça significativa per a la seva supervivència.
L'espècie fou anomenada en honor del zoòleg francès Joseph Huet.